# Dlouhá Třebová
Dlouhá Třebová är en ort i Tjeckien.   Den ligger i regionen Pardubice, i den östra delen av landet, 140 km öster om huvudstaden Prag. Dlouhá Třebová ligger 341 meter över havet och antalet invånare är 1 250.
Terrängen runt Dlouhá Třebová är huvudsakligen kuperad, men västerut är den platt. Dlouhá Třebová ligger nere i en dal. Runt Dlouhá Třebová är det ganska glesbefolkat, med 50 invånare per kvadratkilometer. Närmaste större samhälle är Česká Třebová, 4,3 km söder om Dlouhá Třebová. I omgivningarna runt Dlouhá Třebová växer i huvudsak blandskog.